# Sharonne
Sharonne, nome artístico de Cristóbal Garrido (Sabadell, 1 de junho de 1976), é uma drag queen, actriz e cantora espanhola. Foi a vencedora da segunda temporada de Drag Race España.

## Carreira
Iniciou sua carreira artística muito jovem no mundo do teatro amador, prosseguindo, no entanto, os seus estudos em Administração. Estudou posteriormente Interpretação na Escola TRAM Expressió de Sabadell e Dança na Escola CO&CO, ambas na cidade de Barcelona.
Para além de Sharonne, Cristóbal Garrido também tem outro alter ego, DJ Lucy, personagem que fez de maestra de cerimónias durante a tour The Hole Zero.
Como cantora, fez parte do dúo Shimai, que popularizou uma versão de «Estoy bailando» das Hermanas Goggi. Em 2001, participou, com a banda Trans-X, na gala de pré-selecção, emitida pela RTVE, do representante de Espanha para o Festival Eurovisão, obtendo o duodécimo lugar.
Como actriz participou em algumas curtas metragens e na série catalã El color de la ciutat, onde interpretou Velvet, uma personagem transsexual durante uma temporada.
Como concorrente, em 2017, apresentando-se como Cristóbal Garrido, participou no concurso televisivo Tu cara no me suena todavía, emitida pela Antena 3, imitando Olga Guillot e interpretando a sua canção «Soy el prohibido». Obteve a vitória na primeira gala, cujo prêmio era um passe direto à final, onde ficou em terceiro lugar. No ano seguinte participou no programa La Marató de TV3 onde realizou uma homenagem às vítimas do cancro com a sua interpretação da canção «(You Make Me Feel Like) A Natural Woman» de Aretha Franklin. Também, ao lado de Beni Sánchez, apresentou a Gala de Reines del Carnaval 2018 de Vinaroz.
Em 2022 foi anunciada como uma das participantes da segunda temporada de Drag Race España, versão espanhola da franquia RuPaul's Drag Race. Num dos reptos mais conhecidos do programa, a prova Snatch Game, imitou Verónica Forqué, o que lhe valeu a vitória no final do episódio. Após uma temporada permanecendo sempre entre as melhores e sem avaliações negativas por parte do júri, obteve a vitória na grande final, sendo coroada a "Superestrella Drag" de Espanha, título precedido por Carmen Farala na primeira temporada. Após a sua vitória, participou na tour de drag queens Gran Hotel de las Reinas,  no programa Reinas al rescate, da Astremedia, com Supremme de Luxxe, Pupi Poisson e Estrella Xtravangaza, e no Benidorm Fest 2023, festival e concurso que elege o representante espanhol para o Festival Eurovisão, tendo participado com a canção «Aire», que obteve 87 pontos na primeira semifinal, mas não conseguiu passar à seguinte fase do concurso musical.

## Discografia

### Singles
- 2019 – Hi!
- 2022 – Lléva al cielo (Remix) (com Supremme de Luxe, Estrella Xtravaganza, Marina e Venedita Von Däsh)
- 2022 – Aire

## Filmografia

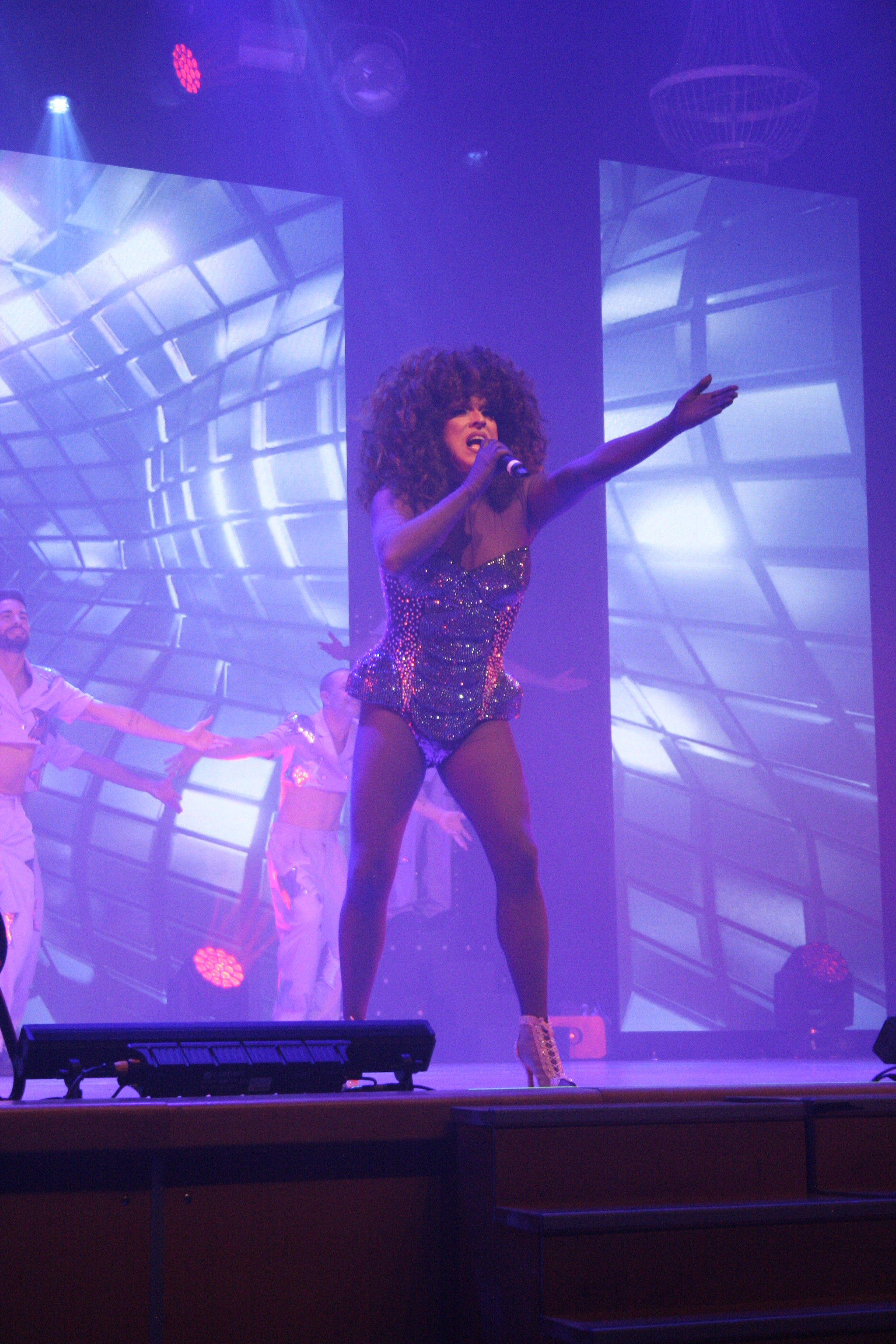
Sharonne na tour El Gran Hotel de las Reinas em Valladolid

### Cinema
- Puta de oros (curta-metragem, 2000)

### Televisão
- Crónicas marcianas (1997)
- Paranoia semanal (2007)
- El color de la ciutat (2008)
- Tretze anys i un dia (2008)
- Tú sim que vales (2013)
- Alaska y Coronas (2014)
- Lo que surja (2016)
- Forenses (2017)
- Tu cara no me suena todavía (2017)
- La Marató de TV3 (2018)
- Ahora caigo! (2018)[14]
- Drag Race España (2022)
- Reinas a rescate (2022)
- El puente de las mentiras (2023)

Como concorrente
| Ano  | Programa                         | Canal               | Notas         |
| ---- | -------------------------------- | ------------------- | ------------- |
| 2013 | <i id="mwtQ">Tú si que vales</i> | Telecinco           |               |
| 2017 | Tu cara no me suena todavía      | Antena 3            | 3.ª finalista |
| 2018 | Ahora Caigo!                     | Antena 3            |               |
| 2022 | Drag Race España                 | Atresplayer Premium | Vencedora     |
| 2023 | Benidorm Fest                    | A 1                 | 11.º lugar    |

### Webseries
- 10 Essenciais by GQ Espanha (com Carmen Farala)[15]
- Los 40[16]
- El Comidista (com Venedita Von Däsh)[17]